# Les Dimanches d'un bourgeois de Paris
Les Dimanches d’un bourgeois de Paris est une nouvelle de Guy de Maupassant, parue en épisodes en 1880 dans Le Gaulois.

## Historique
Les Dimanches d’un bourgeois de Paris est initialement publiée dans la revue Le Gaulois en 1880. Cette nouvelle n’a pas été incorporée dans un recueil du vivant de Maupassant. Cette œuvre d’une cinquantaine de pages marque le début de la collaboration entre Le Gaulois et l’auteur qui, le 21 mai 1880, annonce avec contentement dans une lettre à Émile Zola : « Je viens de rentrer au Gaulois avec Joris-Karl Huysmans, nous donnerons un article par semaine et toucherons cinq cent francs par mois.» 
Sous prétexte de découvrir les loisirs d’un modeste fonctionnaire, l’auteur aborde les sujets d’actualité du Paris de 1880.

## Résumé
M. Patissot, cinquante-deux ans, vieux garçon, employé sans grand avenir dans un ministère où tous se moquent de lui, est inquiet. Son docteur lui a prescrit de l’exercice et il décide de pratiquer la marche chaque dimanche.
Il prépare méticuleusement sa première sortie au parc du Château de Versailles. Mais il se perd en route, casse une bouteille de vin dans son sac et se fait plumer par une jeune femme. Le dimanche suivant, il est invité à la campagne chez un collègue. La maison s’avère un taudis, la maîtresse de maison, une horrible mégère devant laquelle son collègue tremble. Cela ne l’empêche pas d’aller se saoûler et de se perdre au retour. Le troisième dimanche est consacré à sa nouvelle passion, la pêche. Il jette à l’eau le chapeau d’une dame, et pêche toute la journée pour ne prendre qu’un minuscule poisson. Pour la sortie suivante, un cousin journaliste l’emmène voir Jean-Louis-Ernest Meissonier et Émile Zola. M. Patissot est flatté de rencontrer des sommités.
Plus tard, lors de la célébration de première fête nationale commémorant la Prise de la Bastille, il loue l’appartement d’un royaliste pour y installer trois drapeaux et quatre lanternes. Il fait la connaissance d’un vieux libertin qui fuit les femmes, puis d’une demi-mondaine et d’un anarchiste. Enfin, il assiste à une réunion revendicative de la gent féminine.

## Éditions
- Les Dimanches d'un bourgeois de Paris, illustrations de Géo-Dupuis, gravées sur bois par Lemoine, Paris, Editions Ollendorff, 1901. Edition originale en livre.
- Les Dimanches d’un bourgeois de Paris, Maupassant, contes et nouvelles, texte établi et annoté par Louis Forestier, Bibliothèque de la Pléiade, éditions Gallimard, 1974  (ISBN 978-2-07-010805-3).

## Adaptation
Les Dimanches d'un bourgeois de Paris a été adapté dans un court métrage réalisé par Thomas Grascœur en 2015.